# Scelolophia nursica
Scelolophia nursica är en fjärilsart som beskrevs av Druce 1892. Scelolophia nursica ingår i släktet Scelolophia och familjen mätare. Inga underarter finns listade.